# Erik Pettersson (sollevatore)
Erik Albert Pettersson (Nyköping, 18 maggio 1890 – Stoccolma, 4 aprile 1975) è stato un sollevatore svedese.

## Biografia
Prese parte alle Olimpiadi di Anversa 1920, vincendo la medaglia di bronzo nella categoria dei pesi massimi leggeri (fino a 82,5 kg.) con 267,5 kg. nel totale su tre prove, alle spalle del francese Ernest Cadine con 295 kg. e dello svizzero Fritz Hünenberger con 277,5 kg.